# 河南省宋庆龄基金会
河南省宋庆龄基金会（英語：Henan Soong Ching Ling Foundation）是河南省的一家以宋庆龄的名字命名的基金會。辦公地址為郑州市金水区民航路15号企业壹号大楼三楼。
河南省宋庆龄基金会于1992年12月31日成立。上级主管单位为中共河南省委统战部。中华人民共和国民政部于2004年授予河南省宋庆龄基金会“全国先进民间组织”称号，于2010年授予“全国先进社会组织”称号。

## 丑闻

### 公益项目变豪宅
2005年，宋庆龄基金会发起名为“郑州新区宋庆龄基金会青少年儿童活动中心”的公益项目，按照计划，活动中心占地222亩，建筑面积16万平方米，总投资8亿元。之后的6年，宋庆龄基金会以“经费不足”为由将项目用地缩水近80%，其余部分则变身豪宅。

### 宋庆龄巨型雕像事件
2011年，河南省宋庆龄基金会以“纪念辛亥革命一百周年”的名义在河南省郑州市郑东新区建造了一尊的宋庆龄巨型雕像，一度被视为当地的标志性建筑。但2012年初该雕像已基本停建，2013年雕像尚未建好就被拆除。河南省宋庆龄基金会在其官网、年报中均未披露相关事宜。

## 外部連結
- 河南省宋庆龄基金会 （页面存档备份，存于）